# Resolución 14 del Consejo de Seguridad de las Naciones Unidas
La resolución 14 del Consejo de Seguridad de las Naciones Unidas fue aprobada el 16 de diciembre de 1946, en la que se establecía el cambio de reglas del procedimiento existente dentro del Consejo de Seguridad. En esta se determinó que la duración de la presidencia rotativa del Consejo se correspondería con el año natural. Además, se decidió que la duración de los miembros electos del Consejo de Seguridad se iniciase el 1 de enero y finalizase el 31 de diciembre de cada año.
La resolución fue aprobada con 9 votos a favor y la abstención de la Unión Soviética y de los Estados Unidos.